# Neufgrange
Neufgrange település Franciaországban, Moselle megyében. Lakosainak száma 1349 fő (2022. január 1.). Neufgrange Hambach, Rémelfing, Sarreguemines, Sarreinsming és Siltzheim községekkel határos.

## Népesség
A település népességének változása:
| Lakosok száma | 936  | 1107 | 1234 | 1342 | 1403 | 1435 | 1389 | 1357 | 1357 | 1349 |
|               | 1968 | 1982 | 1990 | 2006 | 2013 | 2015 | 2017 | 2019 | 2020 | 2022 |